# 笹尾峠
笹尾峠（ささおとうげ）は、滋賀県甲賀市土山町瀬ノ音から同県蒲生郡日野町大字鎌掛を結ぶ御代参街道途中にある峠。御代参街道の最大の難所で標高は360m。戦後しばらく、日野方面から田村神社祭礼のために利用したのを最後に、現在は峠西側に滋賀県道41号土山蒲生近江八幡線が開通したため、利用者が無くなり尾根道となっている。

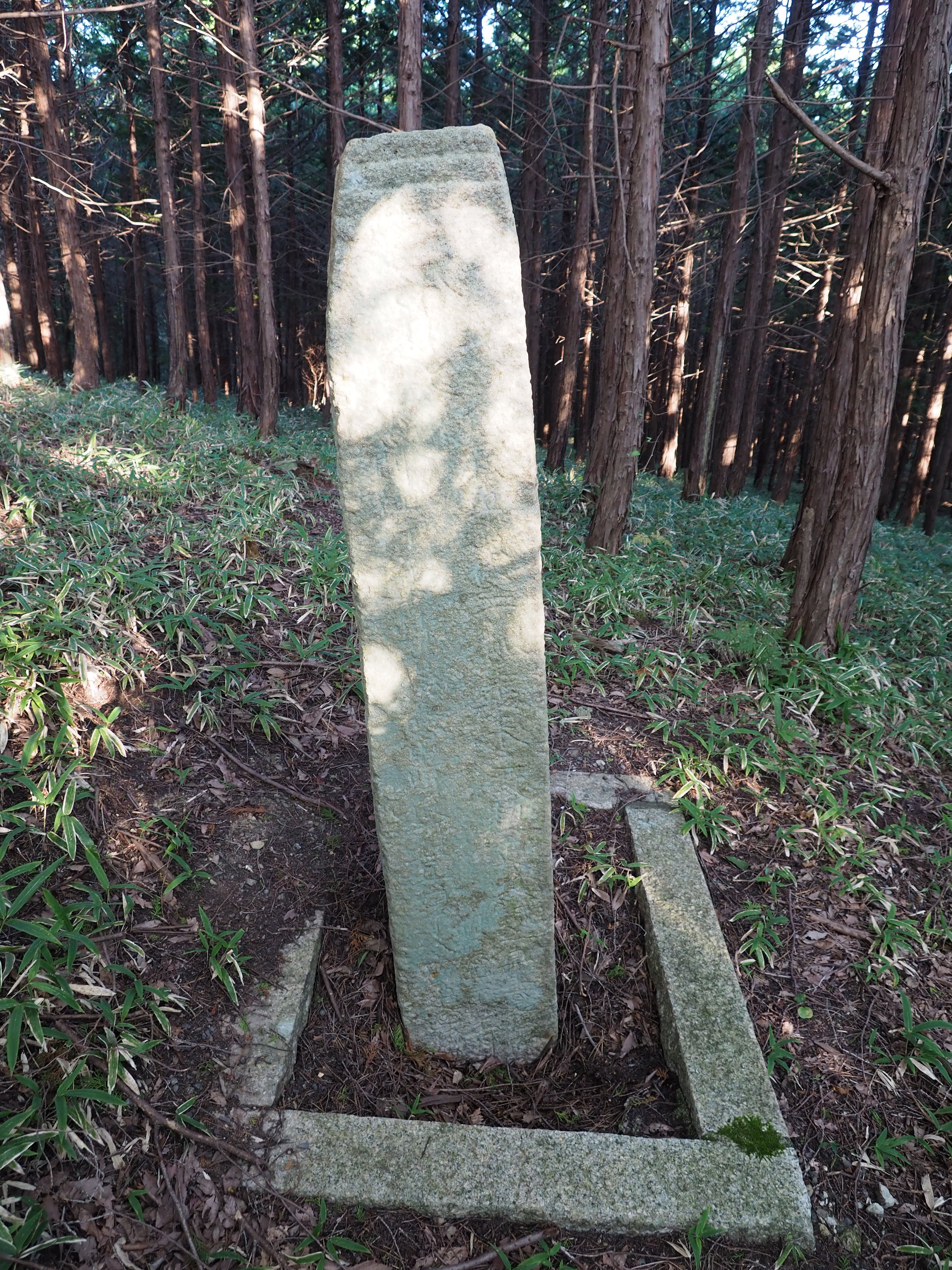
不動一尊種字板碑

峠東側の山腹に1500年（明応9年）銘の高さ203cmの石像板碑「不動一尊種子板碑（ふどういっそんしゅじいたび）」があり、上端には不動明王の種字（梵字）のカーンマンを、下に山伏が街道を自由に往来できる特権を語る裁許状形式の銘文を刻んでいる。1734年（享保19年）刊の「近江輿地志略」の鎌掛の項に「此処より十四町許り東に甲賀蒲生の界あり。此群界に石のしるしあり。佐々木義弼、要害を構え観音寺落去以来は此処に在城（鎌掛城）して伊賀甲賀の味方の虎口となる」と書かれており、ここからも中世には山伏だけは自由に通行できる関所が置かれていたと考えられる。